# Отюкен
Отюкен или Отюген, Утеген — священная столица в тюркской, монгольской и среднеазиатской истории. В китайских источниках упоминается как Ту-кин, при этом это одновременно название горы. Отюкен считается местом, где тюрки впервые появились на земле и оттуда рассеялись по миру. Река Орхон берет свое начало в этом регионе, и в этом регионе также была основана столица Тюркского каганата. Согласно тюркской мифологии, здесь должна была быть основана столица всех великих государств. Действительно, многие тюркские и монгольские государства после некоторой экспансии перенесли свои столицы в этот регион. У горы Отюкен был дух-хранитель по имени Нама (Нами или Наму).
Отюкен также одно из имен, данных Матери-Земле в тенгрианстве, традиционной вере древних тюрков (Göktürk и др.). У монголов также встречаются такие формы, как Этуген, Итюгэн или Одиган. Культ Отюкена вместе с культом Тенгри приобрел большое значение, особенно во времена Тюркского каганата.
Святыней тюрков, уйгуров и монголов согласно орхонским надписям, считался священный лес Отюкен, расположенный у подножия горы вокруг столицы. Лес Отюкен изображается как безопасный дом, в котором можно укрыться от зла снаружи.
Удовлетворенность Матери-Земли определяется состоянием деревьев. Считается, что если деревья растут здоровыми и крепкими и приносят обильные плоды, то Мать-Земля довольна людьми. Молитва Матери-Земле обращена к сильному и большому дереву.
На месте Отюкена была основана столица Уйгурского каганата — Хара-Балгас.

## Натикай
Натикай или Натигай — Бог Земли в тюркской и монгольской мифологии. Она считается женой Отюкена, защищает детей, животных и растения. Упоминается в «Путевых заметках» Марко Поло. Для неё сделали почетное место из войлока и ткани. Справа выстроились мужчины, слева женщины, перед ним дети.

## Надпись Бильге Кагана
Бильге Каган выразил важность горы Отюкен как «сердца тюрков» в Орхонских надписях:

Я — Бильге Каган, возведенный на престол с божьего позволения. 
Мои люди Слушайте мои слова хорошо…. слушайте внимательно…
Когда было создано голубое небо вверху и чёрная земля внизу, между ними были созданы люди. 
Мои предки Бумин Каган, Истеми Каган стали Властелинами. 
Они организовали обычаи страны тюрок…
 Их армия шла и заставляла склонять головы во всех направлениях и заставляла колени преклоняться …
Они стали соседями китайской нации. 
Слово китайца, дающего золото, серебро и шелк без всяких хлопот, было сладким и мягким… 
То кто приблизит к себе дальние племена, то сделает зло себе…
Тюркский народ привык к бытию в сытости и комфорте. 
По этой причине они ходили повсюду, не дожидаясь дозволения своего хана, их обманывали, они обманывались, по этой причине там его всегда уничтожали… 
Народ навлекал зло на своего хана и свою руку из-за своего непослушания, ты сам ошиблись…
Серьёзно подумай:
Как пришли вооруженные люди и рассеяли вас. 
Кто пошел на восток, пошел, кто пошел на запад, куда ты пошел, кровь твоя текла, как вода, и кости твои лежали, как гора. 
Ваш сын, который должен был бы стать бейем, станет рабом, а ваша дочь, которая должна была бы стать женой, станет наложницей.
 Из-за твоего непослушания старым и мудрым…
Когда я сижу на троне; 
Мой народ, рассеянный здесь и там, умер и вернулся пешком и нагим. 
Да не погибнет имя моего народа; 
Днём не сидел, ночью не спал, чтобы обычаи народа не исчезла.
Я совершил двенадцать великих экспедиций и сражался на севере, юге и востоке, чтобы развить и накормить свой народ. 
После этого, Господи, прости; Благодаря удаче и богатству я нанял Отюкена, накормил голодных и одел нагих. 
Я сделал бедную нацию богатой. 
Я увеличил национальное меньшинство. Нет больше зла.
…И пока тюркский каган живёт в Священном лесу Отюкен, в стране не будет беды, будут жить обычаи..
Если небо не наверху, земля не пробита внизу, кто может потревожить вашу страну и обычаи?

О ТЮРК БЕЙСЯ и ВОЗВРАЩАЙСЯ К СЕБЕ!..— 

## Дивану Лугатит-Тюрк
Махмуд Кашгари в Диван лугат ат-турк сообщает: «اتوكان; Ötüken» — топоним в пустынях Татарской степи. Это недалеко от земель, населенных уйгурами. Кроме того, Кашгари показал на нарисованной им карте татарские степи «Феяфи-и татар» (فإيافي تتار) на левом берегу (западе) реки Или, под Басмыльскими степями.

## Похожие географические названия
Сегодня в Республике Тыва находится Одюгенская тайга (лес), связанная с топонимом Отюкен. Столица Бурятии, одного из регионов, где когда-то жили тюрки, — Улан-Удэ, а слово Удэ на самом деле Одэ, и оно означает время.